# Bhutanitis yulongensis
Espèce
Statut CITES
Bhutanitis yulongensis est une espèce de papillons de la famille des Papilionidae, de la sous-famille des Parnassiinae et du genre Bhutanitis.

## Systématique
L'espèce Bhutanitis yulongensis a été décrite en 1992 par l'entomologiste chinois Io Chou (d) (1912-2008).

## Biologie
Sa biologie est encore très peu connue.

### Plantes hôtes
La plante hôte de sa chenille est une aristoloche, Aristolochia delavayi.

## Protection
Comme tous les Bhutanitis il est sur la liste de la convention sur le commerce international des espèces de faune et de flore sauvages menacées d'extinction (CITES).